# Брезовец при Пољу
Брезовец при Пољу (словен. Brezovec pri Polju) је насељено место у општини Подчетртек, Савињска регија, Словенија.

## Историја
До територијалне реорганизације у Словенији био је у саставу старе општине Шмарје при Јелшах.

## Становништво
У попису становништва из 2011. године, Брезовец при Пољу је имао 74 становника.
| Број становника према пописима | Број становника према пописима | Број становника према пописима |
| ------------------------------ | ------------------------------ | ------------------------------ |
| 1991                           | 2002                           | 2011                           |
| 82                             | 97                             | 74                             |

Напомена: До 1953. исказивано под именом Брезовец.